# Asura biplagiata
Asura biplagiata är en fjärilsart som beskrevs av Rothschild 1913. Asura biplagiata ingår i släktet Asura och familjen björnspinnare. Inga underarter finns listade i Catalogue of Life.